# Maurice Blanchot
Maurice Blanchot, francoski filozof, pisatelj, literarni kritik,  * 22. september 1907, Le Mesnil-Saint-Denis, departma  Yvelines, Francija, † 20. februarja 2003, Le Mesnil-Saint-Denis, Francija.

## Življenjepis
Maurice Blanchot se je rodil 22. septembra 1907 v Le Mesnil-Saint-Denisu, ki se nahaja v regiji Île-de-France. Deloval je kot literarni kritik, filozof in pisatelj. Njegovo delo je močno vplivalo na številne filozofe, na primer na Jacquesa Derridaja.
Blanchot je študiral filozofijo na Univerzi v Strasbourgu, kjer je spoznal judovskega prijatelja Emmanuela Levinasa, ki je imel nanj velik vpliv. Bil je urednik in pisec številnih časopisov oz. člankov v Franciji, v katerih je kritično izražal svoje mnenje do politike in opozarjal na grožnje totalitarnih režimov. V času nacistične okupacije so ga skoraj ubili, a se je zadnji hip rešil. Ta dogodek podrobneje opiše v svojem delu L'instant de ma mort.
Po drugi svetovni vojni se je preselil v vasico Eze na jugu Francije, kjer je deloval kot romanopisec in literarni kritik. Kot Sartre in drugi intelektualci tega obdobja se je Blanchot izogibal akademski karieri in se prepustil svojemu lastnemu razmišljanju in razvijanju idej. Redno je objavljal v časopisu La Nouvelle Revue Française. In prav ti prispevki so mu prinesli ugled in postal je eden najbolj spoštovanih literarnih kritikov. Takrat se je za nekaj časa izoliral od svojih prijateljev, kljub temu pa je z njimi gojil bogato korespondenco. Njegova izolacija se precej kaže v njegovih delih iz tistega obdobja, kar je verjetno posledica trpljenja zaradi slabotnega zdravja. 
Po vojni se je iz izrazitega podpornika desničarjev spreobrnil v levičarskega pripadnika politike. Še petdeset let kasneje je ostal dosleden prvak sodobne literature in tradicije pisanja francoskih pisem. V kasnejših letih svojega življenja je večkrat pisal proti fašizmu in proti povojnemu molku Heideggra o holokavstu.
Umrl je 20. februarja 2003 v starosti 95 let v Le Mesnil-Saint-Denisu v Franciji.

## Delo
Blanchot je veljal za zelo sodobnega avtorja, ki je v svojih delih združeval literaturo s filozofijo. V nasprotju s splošnim prepričanjem, da morata literatura in umetnost biti namenjeni nekemu razlogu, je Blanchot verjel, da je avtor v samem pisanju našel svoj namen. V svojem dolgoletnem delovanju je napisal 11 knjig in mnogo esejev, nekateri od njih pa so izšli tudi v knjižni obliki. Predvsem se je zanimal za sistematično raziskovanje odnosa do jezika in njegovega pomena, njegovo pisanje pa je močno zaznamovalo francosko literarnoteoretsko in filozofsko kritično mišljenje.
Njegov prvi roman, Thomas l'Obscur (1941), je abstraktno delo, ki v veliko pogledih napoveduje sodobni roman (le nouveau roman). Glavni lik nima osebne zgodovine, ni bil aktiven v družbi in nima jasne geografske lokacije. V romanu ni nobene zgodbe, le skupek pisanja. 
Pri političnem Manifestu 121, ki se imenuje po številu njenih podpisnikov, je sodeloval kot eden izmed glavnih avtorjev. Z njim so pozivali francoske vojake v Alžiriji, da naj raje dezertirajo, kot pa da bi bili udeleženi pri vojnih zločinih.
Za njegovo temeljno teoretsko delo velja Literarni prostor (L'Espace littéraire, 1955). V tem delu se Blanchot sprehodi skozi vse postaje, ki po njegovem mnenju pogojujejo izvor in omogočajo obstoj literarnega dela oz. umetnine kot predmeta na sebi. Odnos in komunikacija (ki to ni) med tremi samotami (umetniško delo, avtor in bralec) ter njihovo mesto v literarnem prostoru, je, poleg načina obstoja umetnine in ključnega vprašanja, kako je literatura sploh mogoča, ena osrednjih tem knjige. 

## Seznam del

### Leposlovje
•	Thomas l'Obscur, 1941 
•	Aminadab, 1942
•	L'Arrêt de mort, 1948 
•	Le Très-Haut, 1949 
•	Le Pas au-delà, 1973 
•	La Folie du jour, 1973 
•	L'Instant de ma mort, 1994 

### Filozofska dela
•	Faux Pas, 1943
•	Lautréamont and Sade, 1949
•	La Part du feu, 1949 
•	L'Espace littéraire, 1955 
•	Le Livre à venir, 1959 
•	L'Entretien infini, 1969 
•	L'Amitié, 1971 
•	L'Ecriture du désastre, 1980 
•	La Communauté inavouable, 1983 
•	Une voix venue d'ailleurs, 2002 

### Dela prevedena v slovenščino
•	Literarni prostor, Literarno-umetniško društvo Literatura, 2012
•	Blanchotovi obrazi, Študentska založba, 2000